# Кристиан (Шлезвиг-Холщайн-Зондербург)
Кристиан фон Шлезвиг-Холщайн-Зондербург-Ерьо (на датски: Christian, hertug af Slesvig-Holsten-Sønderborg-Ærø; на немски: Christian von Schleswig-Holstein-Sonderburg-Arroe; * 26 ноември 1570; † 14 юни 1633) от странична линия на Дом Олденбург, е първият и последен херцог на Шлезвиг-Холщайн-Зондербург-Ерьо на остров Ерьо (Ærø) в Балтийско море от 1622 до 1633 г.

## Живот
Той е най-възрастният син на херцог Йохан фон Шлезвиг-Холщайн-Зондербург (1545 – 1622) и първата му съпруга херцогиня Елизабет фон Брауншвайг-Грубенхаген (1550 – 1586), дъщеря на Ернст III фон Брауншвайг и Люнебург, княз на Грубенхаген-Херцберг. Баща му е третият син на крал Кристиан III от Дания и брат на крал Фредерик II от Дания. Кристиан е брат на Филип, Фридрих, Йохан Адолф и Йоахим Ернст.
След смъртта на баща му той наследява острова и се настанява в резиденцията Гравенстеен (Гростен). Кристиан е протестант и иска да стане епископ на Страсбург, но не успява. Той е протестантски каноник в катедралата на Страсбург от 1587 до 1604 г. и получава като неженен духовник доходи до около 1619 г.
Кристиан има от своята домашна помощничка Катарина Грибел (* 1570, Лютенбург; † 1640, Ерьо) една дъщеря – София Грибел (* 1600). През 1629 г. той ѝ подарява две къщи в Ерьоскьобинг и остров Дежрьо. Освен това тя е освободена от всички данъци. След смъртта му Катарина се омъжва за неговия администратор, Педер Христенсен Пилегаард, който след това работи като търговец в Ерьоскьобинг.
Кристиан умира на 62-годишна възраст. Неговите братя разделят херцогството му помежду си.